# USS Lake Erie (CG-70)
El USS Lake Erie (CG-70) es un crucero lanzamisiles de la clase Ticonderoga de la Armada de los Estados Unidos. Lleva el nombre de la victoria de la Armada de los Estados Unidos en la Batalla del Lago Erie durante la Guerra de 1812.

## Historial de servicio

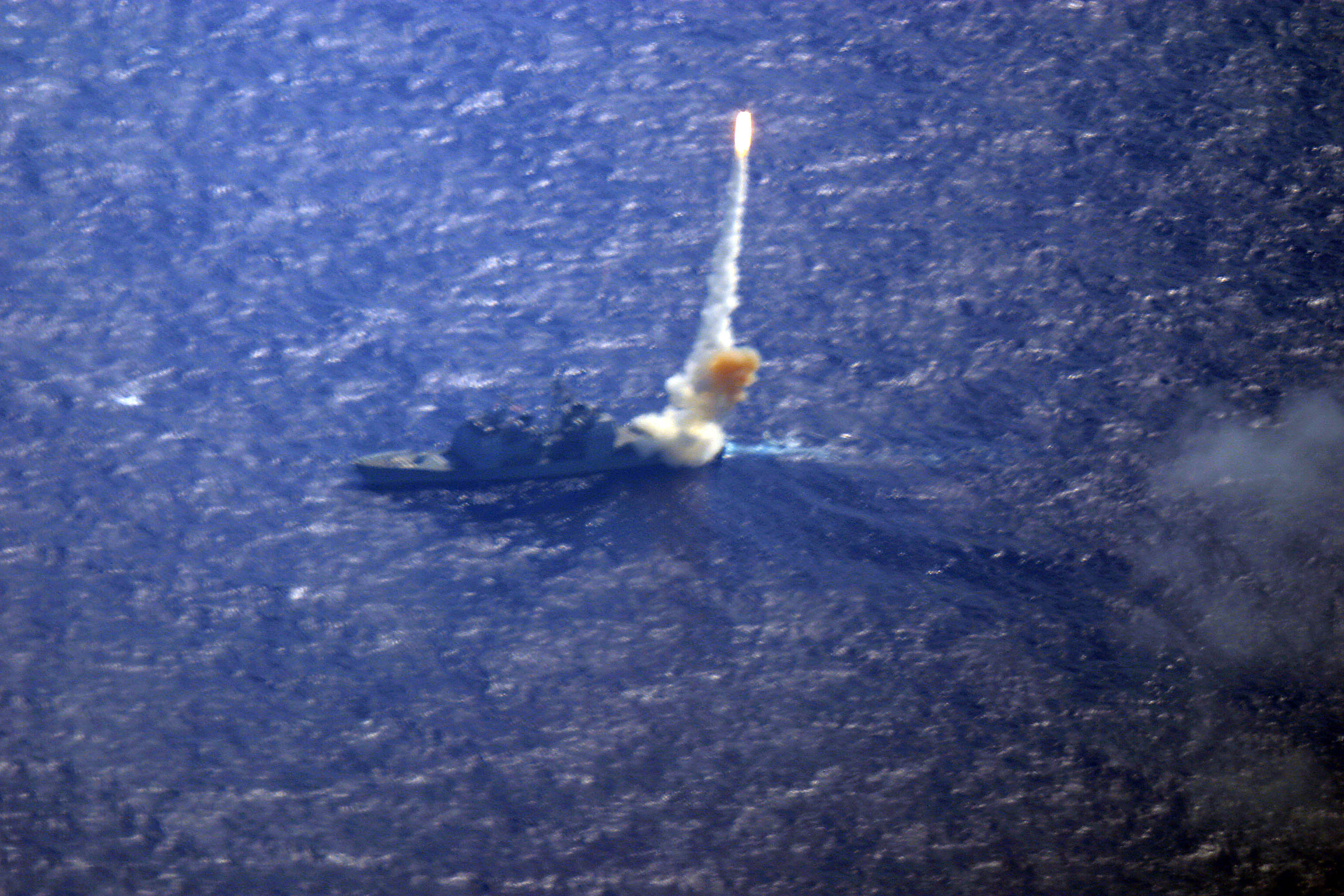
Un misil RIM-161 sale del Lake Erie en ruta para interceptar un misil balístico de corto alcance lanzado desde la instalación de misiles Barking Sands Pacific, Kauai, Hawái, año 2005.

El 14 de febrero de 2008, el Departamento de Defensa de EE. UU. anunció que, como parte de la Operación Burnt Frost, el Lake Erie y otros dos barcos intentarían atacar el satélite fallido USA 193 en el Pacífico norte justo antes de quemarse durante un período posterior al 20 de febrero utilizando un Misil SM-3 modificado.
El 21 de febrero de 2008, aproximadamente a las 3:30 UTC, el misil fue disparado y luego se confirmó que había impactado el satélite. Los militares tenían la intención de que la energía cinética del misil rompiera el tanque de combustible de hidracina permitiendo que el combustible tóxico se consumiera durante el reingreso.
En agosto de 2014, el Lake Erie fue a San Diego para un período de mantenimiento prolongado. Se esperaba que el Lake Erie reemplazara al John Paul Jones como desplegador rotacional de Defensa de Misiles Balísticos (BMD) después del período de mantenimiento.
El 30 de noviembre de 2017, el Lake Erie llegó a Pearl Harbor tras un despliegue de siete meses en la región del Pacífico Indo-Asia y el Golfo Pérsico.